# 原田香里
原田 香里（はらだ かおり、1966年10月27日 - ）は、山口県光市出身の日本の女子プロゴルファー。元日本女子プロゴルフ協会 (JLPGA) 副会長。

## 経歴
小学6年生でゴルフを始め、高校は京都府にある平安女学院に入学。日本大学に進学し、4年時の日本学生選手権で優勝。1989年にプロテストに合格し、JLPGA入会。
1992年、ミズノオープンレディスゴルフトーナメントで最終日7位タイからスタートしたものの、通算10アンダーまで伸ばした。李英美とのプレーオフの末、ツアー初優勝。賞金ランキング17位。
1993年、日本女子プロゴルフ選手権大会では最終日を2位・吉川なよ子、安井純子、高村亜紀に3打差をつけてスタート。「1メートルのパーパットに緊張で手足がガタガタ震えた」という重圧だったが、パー確保を続けた。通算4アンダー、2位・安井に3打差で公式戦初優勝。JLPGA明治乳業カップ年度最優秀女子プロ決定戦で通算1アンダー、2位・岡本綾子に1打差で公式戦2連続優勝。賞金ランク6位。
1994年、1995年は優勝なく、賞金ランクはそれぞれ30位、25位。
1996年、ヤクルトレディースゴルフトーナメントでは通算6アンダー、2位・村井真由美に5打差で優勝。We Love KOBE サントリーレディスオープンゴルフトーナメントでは元載淑に5打差をつけられるも2位。日本女子プロでは最後まで高村と優勝を争ったが1打差で敗れた。廣済堂レディスゴルフカップ、伊藤園レディスゴルフトーナメントでも2位タイと同年は何度も2位を経験。賞金6,296万円余で自己最高の賞金ランク2位。
1997年、健勝苑レディス・道後では通算イーブンパーで平田充代と並んだが、プレーオフを制し優勝。賞金ランク14位。
1998年、グローリークイーンズカップでは通算1アンダー、2位・服部道子、本山裕子に1打差で優勝。リゾートトラストレディスでは通算9アンダー、2位・野呂奈津子に2打差で優勝。最終戦のJLPGA明治乳業カップでは最終日を首位タイで迎えたものの、優勝した李英美に2打届かなかった。賞金額6,844万円余、賞金ランク2位は共に自己最高。
1999年、2000年は目立った活躍がなかったが、2001年はアピタ・サークルＫ・サンクスレディスでホールインワン達成。同大会は2位タイだったが、優勝した米山みどりとは9打という大差だった。賞金ランク8位。
2003年、マンシングウェアレディース東海クラシックでは優勝した不動裕理に1打及ばず2位。賞金ランク27位。
2004年、中京テレビ・ブリヂストンレディスオープンでは斉藤裕子に3打差をつけられて2位。賞金ランク37位。
ツアー引退後はJLPGAの理事、副会長を歴任している。

## 成績

### JLPGAツアー優勝 (7)
| No. | Date              | Tournament                   | スコア               | 2位との差  | 2位（タイ）       |
| --- | ----------------- | ---------------------------- | -------------------- | ---------- | ----------------- |
| 1   | 1992年7月3-5日    | ミズノオープンレディス       | −10 (69-69-68=206)   | プレーオフ | 李英美            |
| 2   | 1993年9月9-12日   | 日本女子プロゴルフ選手権大会 | −4 (71-72-71-70=284) | 3打差      | 安井純子          |
| 3   | 1993年11月26-28日 | 明治乳業カップ               | −1 (69-70-76=215)    | 1打差      | 岡本綾子          |
| 4   | 1996年5月10-12日  | ヤクルトレディース           | −6 (73-70-67=210)    | 5打差      | 村井真由美        |
| 5   | 1997年4月11-13日  | 健勝苑レディス・道後         | 0 (71-72-73=216)     | プレーオフ | 平田充代          |
| 6   | 1998年4月17-19日  | グローリークィーンズカップ   | −1 (73-70-72=215)    | 1打差      | 服部道子 本山裕子 |
| 7   | 1998年6月5-7日    | リゾートトラストレディス     | −9 (69-68-70=207)    | 2打差      | 野呂奈津子        |

※太字は公式戦

## 人物・逸話
- ドライバーの平均飛距離は210ヤード。得意クラブはミドルアイアン[1]。
- 身長152cmは日本女子プロ選手権優勝者として最小記録 (2015年現在) [1]。

## 表彰
- JLPGA
  - 敢闘賞 (1996年)
  - 平均パット数第1位 (1998年)